# Depressive Black Metal
Depressive Black Metal (kurz DBM), Suicidal Black Metal (kurz SBM) oder Depressive Suicidal Black Metal (kurz DSBM) bezeichnet ein Subgenre des Metals, das Ende der 1990er Jahre aus dem Black Metal entstanden ist. Das Genre wurde im Verlauf der 2000er Jahre aufgrund von Kontroversen um einige der Protagonisten international bekannt und berüchtigt.

## Geschichte

### Vorläufer
Als Vorläufer des Depressive Black Metal werden von Musikern und Rezensenten insbesondere die Interpreten Burzum, Manes, Strid und Bethlehem benannt.

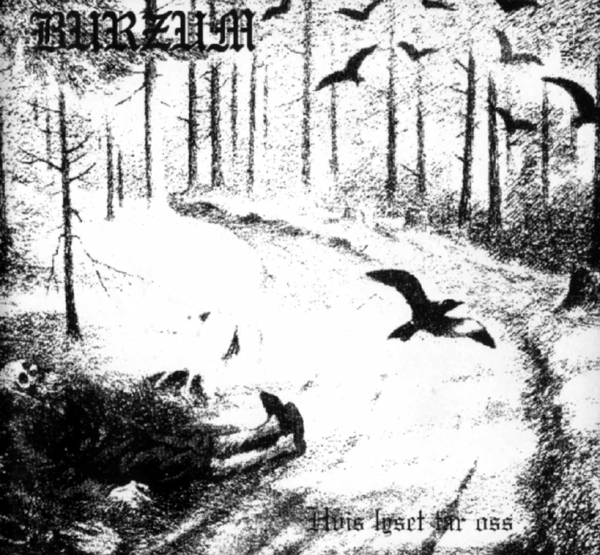
Das Album Hvis lyset tar oss von Burzum gilt als wichtiger Vorläufer des DBM

Das Projekt Burzum gilt als besonderer Einfluss. Der Stil, der sich bereits auf dem selbstbetitelten Debüt „durch ein langsameres Tempo, hallendes Schreien, einfach gehaltene Schlagzeugrhythmen und ein Gitarrenspiel, das sich im Depressive Black Metal verbreiten sollte“ auszeichnete, hob sich vom Black Metal der gleichen Generation ab. In einer zeitgenössischen Anzeige wird die Schallplatte als „dunkler, depressiver Black Metal“ beworben. Wolf-Rüdiger Mühlmann nannte das dritte Burzum-Album Hvis lyset tar oss im Magazin Rock Hard einen „(unfreiwillige[n]) Vorreiter des sogenannten Suicidal Black Metal[s]“.
Dem Szenejournalisten, -fotografen und -sachbuchautoren Dayal Patterson zufolge verdankt die Ein-Mann-Band Burzum „ihren geschichtsträchtigen Status […] nicht zuletzt der beispiellosen Gabe des einzigen Songwriters Varg Vikernes, Traurigkeit und Sehnsucht nach einem Ausweg zu vertonen“. Frühe Genrevertreter wie Nortt, Shining und Silencer bestätigen diese Einschätzung und nehmen direkten Bezug auf Burzum und Hvis lyset tar oss. Der Musiker Nortt spricht von einem „direkten musikalischen Grundstein“ den insbesondere Burzum für das Projekt Nortt gelegt hätten. Ebenso nennt Niklas Kvarforth Burzum einen zentralen Einfluss auf den von Shining gespielten Stil. Auch der Silencer-Gitarrist Andreas „Leere“ Casado bezeichnet Hvis lyset tar oss als wichtigen Ideengeber für sein Gitarrenspiel.
Die aus Trondheim stammenden Manes werden durch Patterson ebenfalls zu einflussreichen Vorläufern des DBM gezählt. Das erste Demoband der Gruppe Maanens Natt bezeichnete er als ein „verhalltes Etwas, [mit dem] sich das Projekt prompt vom Rest der Szene absetzte“. Das Demo sei „eine zutiefst atmosphärische Reise durch kalte Nordnächte […], auf welcher sich […] melancholische Arpeggien im gezügelten Tempo mit forsch drängenden Riffs paarten“. Hinzu komme der Einsatz eines Synthesizers und ein zwischen feierlichem Sprechen und gutturalem Keifen angelegter Gesang. Die so erzeugte Atmosphäre nahm dabei Einfluss auf unterschiedliche DBM-Vertreter. Kvarforth und Scott „Malefic“ Conner von Xasthur brachten sich zu späteren Aufnahmen als Gastsänger bei Manes ein. Insbesondere Kvarforth betont den Einfluss Manes’ auf den von Shining gespielten Stil.
Patterson benennt mit Strid eine weitere, weniger bekannte, norwegische Band als Vorläufer des DBM. Mit dem als Battle aufgenommenen Demo-Stück End of Life aus dem Jahr 1993 änderte die Gruppe ihren Stil von „rüdem Lärm“ hin zu „Düsternis mit einem Mehr aus Atmosphäre und weniger Tempo sowie qualvollen Schreien“, die sich bei Gruppen des DBM wiederfanden. Das Demo End of Life und die 1994 auf Malicious Records erschienene EP Strid boten so „methodische wie thematische Neuerungen, die im DSBM Standards setzten“. Den Einfluss durch Strid betonten insbesondere Kvarforth und Casado.
Rückwirkend wird, von Musikmagazinen wie dem Decibel, der deutschen Dark-Metal-Band Bethlehem eine wichtige Vorreiterrolle für das Genre zugesprochen. So waren nach Albert Mudrian die ersten Alben der Gruppe „ein wichtiger Katalysator für die Entwicklung des Genres als eigenständigere Variante dieser Musik, die viele der vertrauten Merkmale des Black Metals verwarf und einige neue mit auf dem Weg nahm“. Das mit Bethlehem kooperierende Label Prophecy Productions bewirbt die Gruppe als Begründer des Depressive Black Metals.
Laut Patterson klang die Band bereits in ihren Anfängen „gespenstisch, gequält und tieftraurig“. Dabei pflegten Bethlehem, die sich der Bezeichnung als Black Metal von Beginn ihrer Karriere an verweigerten und den Ausdruck Dark Metal mitprägten, andere Themenschwerpunkte als die für den Black Metal üblichen Inhalte Satanismus, Hass oder Natur. Bethlehem pflegten „innere Einkehr und Selbstbetrachtung, indem sie das Menschsein anhand biografischer Arbeit zu ergründen suchten, im gleichen Maße aber auch abstrakter philosophischen oder spirituellen Fragen nachging“. An anderer Stelle fügte Patterson an, dass Bethlehem sich von anderen für den DBM einflussreichen Gruppen besonders inhaltlich abhob und dem DBM einen wesentlichen thematischen Aspekt vorgab.

„Obgleich Norweger wie Burzum, Thorns, Manes oder Strid Bedrückung und Ausweglosigkeit in den Black Metal geschleust hatten, versteiften sich Bethlehem unmissverständlich und sinngemäß auf Depression beziehungsweise vor allem Suizid[.]“

Gruppen wie Shining, Silencer und Forgotten Tomb suchten den Kontakt zu Bethlehem. Sänger Andreas Classen wurde von Kvarforth als Sänger für Shinings I – Within Deep Dark Chambers eingeladen. Silencer hingegen luden über Bethlehem den Schlagzeuger Steve Wolz zu ihren Studioaufnahmen ein. So spricht auch der Silencer-Gitarrist Casado Bethlehem die bedeutsamste Vorreiterrolle hinsichtlich der Entwicklung des DBM zu. Selbst gab er an, mit Silencer lediglich Musik nach dem Vorbild von Bethlehem gespielt zu haben. So mutmaßt er, dass sich der „Suicidal Black Metal auch ohne Silencer entwickelt [hätte], eben wegen Bethlehem, aber auch Shining“.
Der Theologe Sebastian Berndt stellt das Genre hinzukommend in die Tradition der frühen Mayhem, deren Sänger Per Yngve „Dead“ Ohlin „durch blutige Selbstverletzungen auf der Bühne“ auffiel. Der als „depressiv und unnahbar“ geltende Dead gestalte auf der Bühne nicht nur „regelrechte Rituale“, indem er vor Auftritten sein Bühnenoutfit vergrub und verrotten ließ, sich selbst verletzte oder Schweineköpfe in das Publikum warf, sondern prägte ebenso die Hinwendung zu Selbstverletzungen, Depression, Dunkelheit, Satanismus und Okkultismus.
Patterson sieht in Thorns einen weiteren Vorläufer des DBM. Er geht davon aus, dass der Einfluss von Thorns mit jenem von Burzum vergleichbar sei. Den frühen Veröffentlichungen von Thorns bescheinigt er einen weitreichenden Einfluss hinsichtlich der Abkehr der im Black Metal dominierenden aggressiven Atmosphäre. „[E]s klang […] unvergleichlich finster – erdrückend wie beengend – und tat sich durch subtile Introvertiertheit zwischen den stärker auf Hass ausgelegten Mayhem und Darkthrone hervor.“ Im Widerspruch zu Pattersons Einschätzung hinsichtlich des Einflusses von Thorns, bezieht sich keine der Gruppen, die das Subgenre initiierten, auf Thorns.
Kvarforth bezeichnet neben Strid, Manes, Burzum und Bethlehem die Rock-Band Kent als wichtigen Einfluss auf den eigenen Stil. Casado sieht hingegen Dead Can Dance, Kvist und Enslaved als wegbereitende Faktoren, welche die atmosphärische und spielerische Ausrichtung von Silencer beeinflusst haben. Insbesondere die leisen und atmosphärischen Töne von Dead Can Dance band er in die musikalische Ausrichtung von Silencer ein.
Nortt führt neben Burzum das Dark-Ambient-Projekt Aghast und die Funeral-Doom-Band Thergothon als wichtige Einflussfaktoren an.

### Etablierung als Genre
Ab der zweiten Hälfte der 1990er Jahre traten unterschiedliche Interpreten in Erscheinung, die ihre aus dem Black Metal generierte Musik und Ideologie mit suizidalen oder depressive Texten versahen und die um die Jahrtausendwende erstmals als Subgenre des Metals wahrgenommen wurden.
Zu den ersten Gruppen, die sich vornehmlich dem suizidalen und depressiven Aspekt des Black Metals zuwandten, werden die Kanadier von Malvery und die Schweden von Silencer gerechnet. Beide Gruppen einte die präsentierte Atmosphäre sowie die auf Selbstverletzungen, Suizid und Depression ausgerichteten Texte. Musikalisch hingegen unterschieden sich beide deutlich voneinander. Während Malvery sich eher am Gitarren- und Schlagzeugspiel des Death Metals orientierten, spielten Silencer vermehrt im Black Metal unter gelegentlicher Verwendung von klaren Gitarren und Pianospuren. Auf Metalstorm wird der Gesang beider Gruppen als „einzigartig“ und „wegweisend“ herausgestellt. Während für Nattramn von Silencer das Wahnhafte seines hohen Schreiens betont wird, wird der Gesang von Amer LeChâtier von Malvery als leidend und gequält bezeichnet. LeChâtier beging 1999 Suizid. Das Debütalbum von Malvery Mortal Entrenchment in Requiem wurde posthum veröffentlicht. Nattramn begab sich, Gerüchten zufolge, nach der Veröffentlichung des Silencer-Debüt Death – Pierce Me 2001 in eine psychiatrische Klinik, floh und soll eine Amoktat begangen haben. Weitere Gerüchte um Silencer wurden durch die Gestaltung des Albums forciert. Ein Foto Nattramns zeigte ihn mit freiem Oberkörper vermeintlich blutüberströmt mit Maske und mit fleckigen Verbänden an den Händen, aus welchen Schweinefüße ragen. Aufbauend auf diesem Bild wurde angenommen, Nattramn habe „sich während der Aufnahmen selbst gefoltert und schließlich die Hände amputiert, um sie durch die Schweinefüße auszutauschen“. Patterson nennt Silencer, weitestgehend unabhängig von den Gerüchten um den Sänger, „eine der ersten ‚modernen‘ DSBM-Formationen“ und schreibt ihr eine gewichtige Rolle in der Entstehung und Gestaltung des Subgenres zu. Als besonderen Wert, der sich auf nachfolgende Gruppen auswirken sollte, benennt er den Nattramns Gesang, das gelegentlich an frühe Paradise Lost mahnende Songwriting und den „Fokus auf Schwäche anstelle von Kraftmeierei“. Das Ergebnis gilt als Neubesetzung eines musikalischen Ausdrucks von Schmerz, Depression und Wahnsinn.

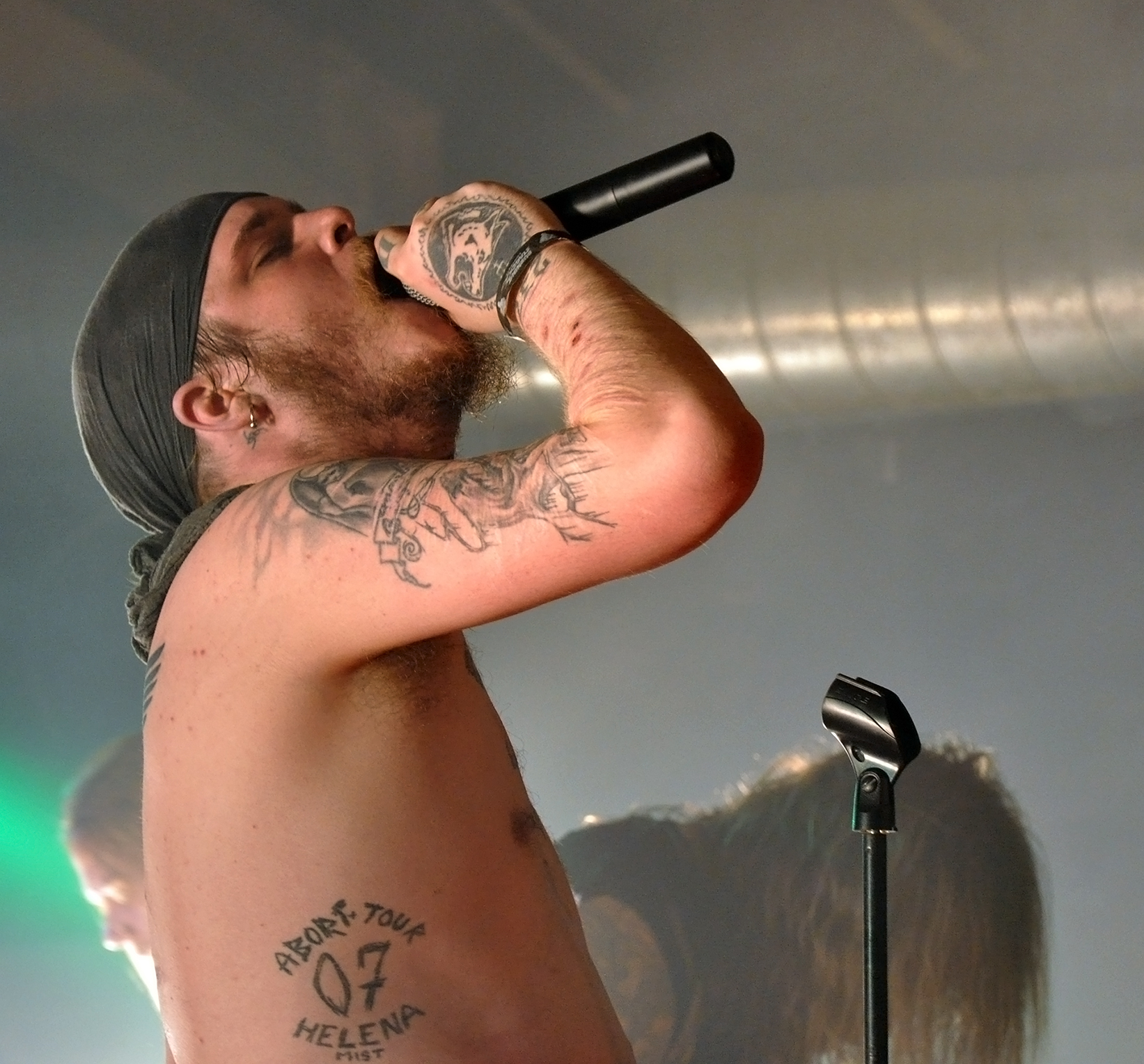
Kvarforth bei einem Auftritt mit Shining 2011

Als eine der populärsten Gruppen des Stils prägten die 1996 gegründeten Shining mit ihrem 2000 erschienenem Debütalbum I – Within Deep Dark Chambers die Wahrnehmung als Genre. Dabei gilt die musikalische Entwicklung von Shining als eng mit jener von Silencer verbunden. Kvarforth und Casado lernten sich über den Shining-Sänger Robert, mit welchem Casado zuvor gemeinsam musiziert hatte, kennen, woraus sich eine Freundschaft und ein reger Austausch über musikalische Ideen entwickelte. Nach Patterson half „die Bekanntschaft […] nicht nur den beiden Bands Gestalt zu verleihen, sondern auch vielen Stilelementen, die in die neue Strömung Depressive Black Metal einflossen“. So legte Casado Kvarforth unter anderem Burzum nahe.
Kvarforth, der angab, seine Hörer mit selbstzerstörerischen und suizidalen Bildern und Texten „füttern“ zu wollen, prägte dabei den DBM musikalisch, ästhetisch und inhaltlich, während Shining zu einem der populärsten Projekte des Stils wurde. So war Casado zufolge Kvarforth derjenige, „der mit Rasierklingen und alledem ankam“. Kvarforth inszenierte und zelebrierte Selbstverletzungen und die Konfrontation des Publikums als Bestandteil der Auftritte Shinings. Mit kontroversen Auftritten erlangte Shining Bekanntheit in der Szene und prägte das Auftreten im DBM durch Selbstverletzungen während der Konzerte. Kvarforth steht hinzukommend in der Kritik, seinem Publikum Rasierklingen auszuhändigen und es einzuladen, diese Klingen dazu zu verwenden, sich während des Live-Events selbst zu verletzen.
Als weitere Gruppe, die zur Festigung des Genres beigetragen hat, wird die NSBM-Band Abyssic Hate gerechnet. Die Musik des 2001 erschienenen Debüts Suicidal Emotions wurde als Adaption der frühen Burzum gewertet. Atmosphäre, Texte und Gestaltung hingegen deuteten auf das Thema Selbstverletzungen, Depression und Suizid hin. Ein ähnlicher Einfluss durch Burzum, in Kombination mit den Themen des DBM, wird dem amerikanischen Projekt Xasthur zugeschrieben. Das Debütalbum Nocturnal Poisoning aus dem Jahr 2002 gilt dabei als Ausdruck von Depression, Frustration und Hass sowie als eines der wesentlichen Werke des DBM.
Das dänische Projekt Nortt kombinierte ab dem 1997er Demo Nattetale den inhaltlichen Aspekt des DBM mit musikalischen Ausdrucksformen des Funeral Doom, des Black Metal sowie des Dark Ambient, und erweiterte damit die Ausdrucksmöglichkeiten des Depressive Black Metals. Bereits die Demoaufnahmen des Projektes wurden von Kritikern hoch gelobt. Dabei wurde das 2005 erschienene Album Ligfærd als „eins der mit Abstand finstersten und lebensverneinendsten Alben aller Zeiten“ bewertet. Ähnlich hoch gelobt wurden das amerikanische Projekt Leviathan, dessen 2003 erschienenes Debüt The Tenth Sub Level of Suicide sich mit unterschiedlichen Aspekten des Suizids auseinandersetzte und weitere neue Stilelementen, wie den stark verfremdeten Gesang und „klassische 80er Heavy Riffs“, in den Stil einbrachte. Mit Einflüssen aus Gothic Rock und Post-Punk, die sich besonders im Bassspiel bemerkbar machten, brachten Lifelover auf ihrem Debüt Pulver 2006 weitere mögliche Elemente in den Stil ein. Hinzukommend gelten der jaulende Gesang von Kim „( )“ Carlsson und die Verwendung von Samples aus dem Kinderfernsehen und aus Pornofilmen als besondere Einfälle.

### Hype und kreative Stagnation
Nach Kontroversen um das Verschwinden Kvarforths 2006 und dem Shining-Konzert in Halmstad 2007, bei welchem Kvarforth Rasierklingen in das Publikum reichte, erlebte das Genre erhöhte Aufmerksamkeit und erfuhr einen zumeist negativ wertenden Medienhype in der Metal-Szene. Unter anderem nahm Wolf-Rüdiger Mühlmann in einer Rezension im Rock Hard zum Shining-Album V – Halmstad direkten Bezug auf den Auftritt, nannte Kvarforth „ein missratenes Stück Scheiße mit Arschlochcharakter“ und die Band „Volldeppen“. Dabei führte der aufkommende Hype um Kvarforth, Shining und den DBM zu einer verstärkten Rezeption neuer und alter Interpreten; ein Umstand, der in der Szene als Trend im Black Metal bezeichnet wurde.
Trotz der gesteigerten Popularität internationaler DBM-Gruppen wie den Amerikanern I’m in a Coffin und Happy Days, den Kanadiern Sombres Forêts, den Australiern Elysian Blaze, Austere und Woods of Desolation, den Italienern Forgotten Tomb und Sick’s Agony, den Schweden Hypotermia, dem Finnen „Mehtar“ von MistGuide, den Norwegern Joyless, den Franzosen Mourning Dawn, den Tschechen Trist, den Deutschen Total Negation, den Chilenen Fliegend oder den Dänen Make a Change… Kill Yourself wurde das Genre von Außenstehenden häufig als Randerscheinung im Metal betrachtet. Der Genre-Chronist Dayal Patterson hingegen nennt es „eine der beliebteren Ausformungen des vielgesichtigen Genres Black Metal“.
Von einigen etablierten Extreme-Metal-Interpreten wie Zingultus von Nagelfar, Graupel und Endstille wurde der Depressive Black Metal demgegenüber abgelehnt und als „Gejammer“ und „Emo-Scheiße“, die nicht mit der „kampfbereit[en]“ Einstellung des ursprünglichen Black Metals vereinbar sei, kritisiert. Auch Patterson mutmaßt, dass der DBM ein Publikum anspricht, welches sich ohne dieses Subgenre kaum für Black Metal interessieren würde.
Bis in die Mitte der 2010er Jahre galt der DBM zunehmend als kreativ ausgereizt. Mit der Popularisierung des Genres vollzog sich über Jahre eine Vereinheitlichung in der Rezeption des Genrebegriffs, die der Vielfalt der Gruppen, welche den Stil initiiert und popularisiert hatten, nicht gerecht wird. Dabei führt Patterson Gruppen wie Abyssic Hate, Lifelover, Xasthur und Forgotten Woods als Beispiele für die einstige Vielfalt des Stils an. In der zunehmend reduzierten Wahrnehmung des Stils wurde diesem Stagnation vorgeworfen. Neuen Gruppen wurde häufig der Vorwurf des Plagiats bekannter Namen gemacht. Ebenso wurde in Rezensionen eine Fülle an Imitationen der populären Vertreter thematisiert.

## Stil
Als Gemeinsamkeit des Stils gilt der inhaltliche Themenkomplex Depression, selbstzerstörerisches sowie selbstverletzendes Verhalten, und Suizid. Dieser Themenkomplex findet sich in den Liedtexten, den Gestaltungen der Tonträgerveröffentlichung und den Auftritten der Interpreten wieder. Einige Vertreter neigen hinzukommend zu Selbstverletzungen, bis hin zu Selbstverstümmelungen, während des Aufnahmeprozesses.
Die Musik baut zum Teil auf dem Stil norwegischer Bands der zweiten Welle des Black Metals auf, wird jedoch aufgrund der für viele DBM-Interpreten fehlenden, für den Black Metal jedoch immanenten, satanischen Inhalte nicht allgemein dem Genre zugeordnet. In Berichten über das Genre wird auf eine solche Unterscheidung häufig verzichtet. Einige Interpreten des DBM griffen diese Fragestellung auf und nahmen explizit Bezug auf das Verhältnis ihrer eigenen Musik zum Satanismus, als grundlegende Ideologie des Black Metals. Patterson unterstreicht diesen Eindruck und sieht den DBM und seine Vertreter in einer ähnlichen Position wie Interpreten des Post-Black-Metals. Die Musik weise zwar „Charakterzüge der Ursprünge des Genres“ auf, setze diese jedoch in einen anderen Kontext, „um etwas kulturell wie musikalisch vollends Neues zu schaffen“.

### Inhalt
DBM beschäftigt sich vor allem mit den Themen Depression, Dunkelheit, Einsamkeit, Tod, Suizid, Selbstverletzungen und Misanthropie in Verbindung mit einer meist als schwermütig, traurig, deprimierend, verzweifelt und melancholisch wahrgenommenen Atmosphäre.
Die Künstlerin Janet Silk umschreibt den Themenkomplex als facettenreich auf unterschiedliche Suizidmotive und -handlungen hin ausgerichtet. Im DBM nimmt ihr zufolge besonders der Aspekt der rituellen Reinigung eine zentrale Rolle ein. Nach Silk konfrontieren die Interpreten das Publikum so mit zentralen Fragen nach Leben und Tod, vor der Überzeugung eines freien Willens. Dabei erinnere die anhaltende Konfrontation mit dem Thema Suizid den Hörer an die Möglichkeit, sich für oder gegen das Leben zu entscheiden.

„Es gibt Bewunderung und Respekt für diejenigen, die den ‚Willen zum Leben‘, den Körper überwinden und jene, die sich entscheiden, Meister ihres Schicksals zu sein.“

Besonders Nortt stellt die depressive Atmosphäre und die auf das Sterben, den Tod sowie auf selbstverletzendes Verhalten bezogenen Texte in die Tradition der satanischen Ideologie des Black Metals. Andererseits lehnte Kvarforth für seine Band Shining, welche eine zentrale Bedeutung für den DBM einnimmt, die Bezeichnung als Black Metal aufgrund des Mangels satanischer Texte ab, obwohl er sich selbst als Teufelsanbeter begreift. Bezogen auf seine Vorstellungen von Shining, der Präsenz und den Idealen der Gruppe betont Kvarforth eine Negativität, die zum Ausdruck gebracht werden soll.

„Es ging darum, dass man keine Kirche anzünden, sondern sein Leben ficken sollte, falls man echte Negativität erleben will.“

Ziel der so konzipierten Musik sei für ihn die Zerstörung des Lebens über die Verbreitung von Hass, Selbsthass und Wahnsinn. Ebenfalls geht der Begriff Suicidal Black Metal auf Kvarforth zurück. Nachdem jedoch viele Gruppen DBM unter veränderten Vorzeichen präsentierten und seiner Auffassung nach im DBM „ihr Selbstmitleid ausdrücken und ihre Musik als scheiß Form der Therapie nutzen“ wollten, nahm er Abstand von der Bezeichnung. Seine ursprüngliche „Intention war, die Musik als Waffe gegen den Hörer zu nutzen“, um Unsicherheit, Aggression und Auto-Aggression zu kreieren. Das dänische Projekt Nortt verfolgt einen ähnlichen Ansatz, in welchem Texte und Musik Dunkelheit und Trostlosigkeit vermitteln und „keine andere Hoffnung oder Erlösung als den Tod hinterlassen“ sollen.
Unter jenen von Kvarforth kritisieren Interpreten finden sich Gruppen wie Wedard, in deren Musik es nach eigenen Angaben „zwar auch um intensiv schlechte depressive Gefühle“ gehe, aber es „auch ein Licht am Ende des Tunnels“ gebe. Kim Carlsson von Hypothermia bezeichnet den DBM als einen aus dem Gefühl der Depression gewonnen kreativen Ausdruck.
Somit steht der Inhalt des DBM im Spannungsfeld zwischen katharsischem Ausdruck, der Musik als verstörenden Angriff auf den Rezipienten und dem Protegieren des Todes als einzige Erlösung.

### Visualisierung
Viele der Interpreten des DBM neigen zu Selbstverletzungen während ihrer Konzerte, darunter Niklas Kvarforth von Shining, Kim Carlsson von Hypothermia und Lifelover und Graf von Baphomet von Psychonaut 4. Kritiker bezeichnen dieses Verhalten als eine fragwürdige Inszenierung und Show. Silk sieht in Deads zum Mythos gewordenen Suizid den ersten Vorboten dieser performativen Inszenierung im DBM, in welcher die Grenze zwischen den in den Liedtexten präsentierten Vorstellungen und den realen Handlungen bricht. Ihr zufolge verweist besonders das selbstverletzende Verhalten im DBM auf den ideologischen Überbau des Black Metals und zelebriert die Selbstverletzung und Selbstzerstörung als dessen Ausdruck. Silk geht davon aus, dass diese Inszenierung das Publikum konfrontativ in die Aktivität zwingen soll und so die Barriere zwischen Publikum und Künstler überbrücken kann.
Dem Inhalt und den Auftritten entsprechend werden zur Albumgestaltung häufig Abbildungen von selbst zugefügten Verletzungen oder angedeuteten Suizidhandlungen genutzt.

### Musikalische Einordnung
Der Stil wird häufig als schlicht wahrgenommen. Im Vordergrund steht die Atmosphäre, welche insbesondere durch den Einsatz von Verstärkerverzerrungen und Dark-Ambient-Passagen zustande kommt. Das Tempo gilt als verlangsamt und der Gesang als reduziert. Dabei sind längere minimalistische Phasen ebenso wie unverzerrte Gitarren im DBM üblich. Die Musik des DBM orientiert sich dennoch am breiten Spektrum des Black Metals. Ein Großteil der Vertreter des DBM nutzt die rohe Produktion der frühen Burzum und das repetitive Riffing der norwegischen zweiten Welle des Black Metals. Der Gesang variiert zwischen dem für norwegischen Black Metal üblichen Kreischgesang, Sprechen, Schreien und weiteren Ausdrucksformen, die als Jaulen, Hauchen, Weinen und Jammern umschrieben werden. Häufig kommt dabei ein auf die Stimme gelegter Echoeffekt zum Einsatz. Die meisten Interpreten spielen eher im mittleren bis langsamen Tempo. Vereinzelt gibt es hierbei Überschneidungen zu Death Doom und Black Doom bis hin zum Funeral Doom. Entsprechend gilt das Schlagzeugspiel bei vielen Interpreten als simpel. Dies weist zwar zuweilen Blastbeats auf, bestehen größtenteils jedoch aus langsamen, einfachen Rhythmen.
Der Stil wird häufig von Ein-Mann-Projekten präsentiert, die mitunter auf den Einsatz eines Drumcomputers zurückgreifen. Viele der für den Black Metal sehr langen Lieder werden langsam und atmosphärisch gehalten, wobei Samples und längere Ambient-Passagen, mittels Keyboards sowie synthetisch eingebrachter Orgeln oder Streichinstrumente zum Einsatz kommen.

## Populäre Vertreter
- Abyssic Hate
- Abyssmal Sorrow
- Ethereal Shroud
- Forgotten Tomb
- Forgotten Woods
- Happy Days
- Joyless
- Katharos XIII
- Licht erlischt …
- Lifelover
- Nortt
- Den Saakaldte (Früher)
- Shining
- Silencer
- Trist
- Xasthur